# Liste des chutes d'eau au Maroc
Pour un article plus général, voir Liste des chutes d'eau.
 (mars 2019).
Si vous disposez d'ouvrages ou d'articles de référence ou si vous connaissez des sites web de qualité traitant du thème abordé ici, merci de compléter l'article en donnant les références utiles à sa vérifiabilité et en les liant à la section « Notes et références ».
Cette page est une liste des chutes d'eau au Maroc.

## Liste

### Tanger-Tétouan-Al Hoceïma
| Image | Chute                    | Province    | Hauteur (m) | Genre   |
| ----- | ------------------------ | ----------- | ----------- | ------- |
|       | Cascade Oued Aray        | Tétouan     | 254 m       | Naturel |
|       | Cascade Ghdir Hmam       | Tétouan     | 225 m       | Naturel |
|       | Cascades d'Akchour       | Chefchaouen | 60 m        | Naturel |
|       | Cascade Qantara Drebi    | Chefchaouen | 55 m        | Naturel |
|       | Cascade Rueda            | Tétouan     | 45 m*       | Naturel |
|       | Cascade Cherafat         | Chefchaouen | 38 m        | Naturel |
|       | Cascade Ifhasa           | Tétouan     | 18 m        | Naturel |
|       | Cascade Dar Khennous     | Tétouan     | 15 m        | Naturel |
|       | Petite Cascade d'Akchour | Chefchaouen | 11 m        | Naturel |
|       | Cascade Danou            | Chefchaouen | 7 m         | Naturel |

### Oriental
| Image | Chute                    | Province | Hauteur (m) | Genre   |
| ----- | ------------------------ | -------- | ----------- | ------- |
|       | Cascade Khabiat (Sfoult) | Guercif  | 75 m        | Naturel |
|       | Cascade Ben Chergi       | Guercif  | 60 m        | Naturel |
|       | Cascade Tafoughalt       | Berkane  | 40 m        | Naturel |
|       | Cascade Zegzel           | Berkane  | ~ 5 m       | Naturel |
|       | Cascade Sebbab           | Taourirt | 4 m         | Naturel |
|       | Cascade Oued Za          | Jerada   | 3.5 m       | Naturel |

### Fès-Meknès
| Image | Chute                          | Province  | Hauteur (m) | Genre   |
| ----- | ------------------------------ | --------- | ----------- | ------- |
|       | Cascade Tadout                 | Boulemane | 91 m        | Naturel |
|       | Cascade Zaouia d'Ifrane        | Ifrane    | 80 m        | Naturel |
|       | Cascade Sidi H'med             | Taounate  | 50 m        | Naturel |
|       | Cascade Bakrit                 | Ifrane    | 48 m        | Naturel |
|       | Cascade L'Qnatra               | Taounate  | 48 m        | Naturel |
|       | Cascade Ouled Saleh            | Taounate  | 42 m        | Naturel |
|       | Cascade Charchoura             | Boulemane | 41 m        | Naturel |
|       | Cascade Bouaydoun              | Taounate  | 32 m        | Naturel |
|       | Cascade Bouhouda               | Taounate  | 20 m        | Naturel |
|       | Cascade Saghoure               | Taza      | 17 m        | Naturel |
|       | Cascade Akaba                  | Ifrane    | 17 m        | Naturel |
|       | Cascade Tatsa                  | Taza      | 16.5 m      | Naturel |
|       | Cascade Ras el Ma              | Taza      | 14 m        | Naturel |
|       | Cascade Alawichou              | Sefrou    | 14 m        | Naturel |
|       | Cascade Zrab Slimane           | Taounate  | 14 m        | Naturel |
|       | Cascade Charchour (Boured)     | Taza      | 13 m        | Naturel |
|       | Cascade Sefrou                 | Sefrou    | 12 m        | Naturel |
|       | Cascade Ain Hamra              | Taza      | 11 m        | Naturel |
|       | Cascade Ait Smail (Principale) | Taza      | 10 m        | Naturel |
|       | Cascade Ain Lakhal             | Taza      | 9 m         | Naturel |
|       | Cascade Iqroen                 | Taza      | 9 m         | Naturel |
|       | Cascade Darmik                 | Taounate  | 8.5 m       | Naturel |
|       | Cascade Refuge                 | Ifrane    | 8 m         | Naturel |
|       | Cascade Khabiat                | Taza      | 8 m         | Naturel |
|       | Cascade Bouzghrouf             | Taounate  | 7 m         | Naturel |
|       | Cascade Zrdaba                 | Taza      | 6 m         | Naturel |
|       | Cascade Hawaï                  | Ifrane    | 6 m         | Naturel |
|       | Cascade Dar Oum es Soltan      | Meknès    | 5 m         | Naturel |

### Béni Mellal-Khénifra
| Image | Chute                    | Province    | Hauteur (m) | Genre   |
| ----- | ------------------------ | ----------- | ----------- | ------- |
|       | Cascade Ajoujer          | Beni Mellal | 350 m *     | Naturel |
|       | Cascades d'Ouzoud        | Azilal      | 110 m       | Naturel |
|       | Cascade Source Oum Rabii | Khénifra    | 15 m        | Naturel |
|       | Petite Cascade d'Ouzoud  | Azilal      | 14.5 m      | Naturel |